# Prądnik (wieś)
Prądnik (niem. Hauswerder) – wieś w Polsce położona w województwie zachodniopomorskim, w powiecie myśliborskim, w gminie Myślibórz.
W latach 1975–1998 miejscowość administracyjnie należała do województwa gorzowskiego.
W 2011 wieś zamieszkiwało 52 mieszkańców